# Ries de Nördlingen
Ries de Nördlingen es una región en la frontera entre las sierras del Jura Suabo y del Jura Francón en el triángulo de Núremberg – Stuttgart – Múnich (distrito Danubio-Ries, región administrativa Suabia, Baviera, Alemania). La nominación Ries (pronunciado 'Ris') proviene del nombre de la provincia romana de «Recia». La ciudad de Nördlingen es el centro de este paisaje perfectamente circular. El Ries de Nördlingen son los restos de un cráter meteorítico de una edad de 14,4 millones años que proviene del "Evento del Ries". Es uno de los cráteres de impacto (astroblemas) mejor conservados de la tierra.

## Galería

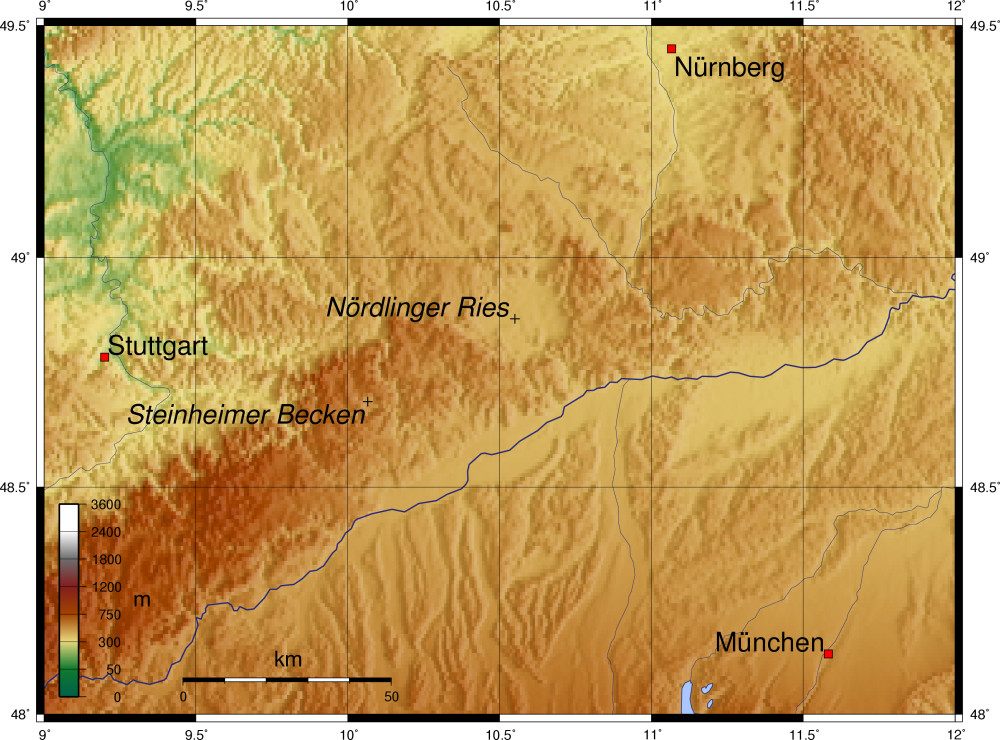
Mapa topográfico con el Ries de Nördlingen.
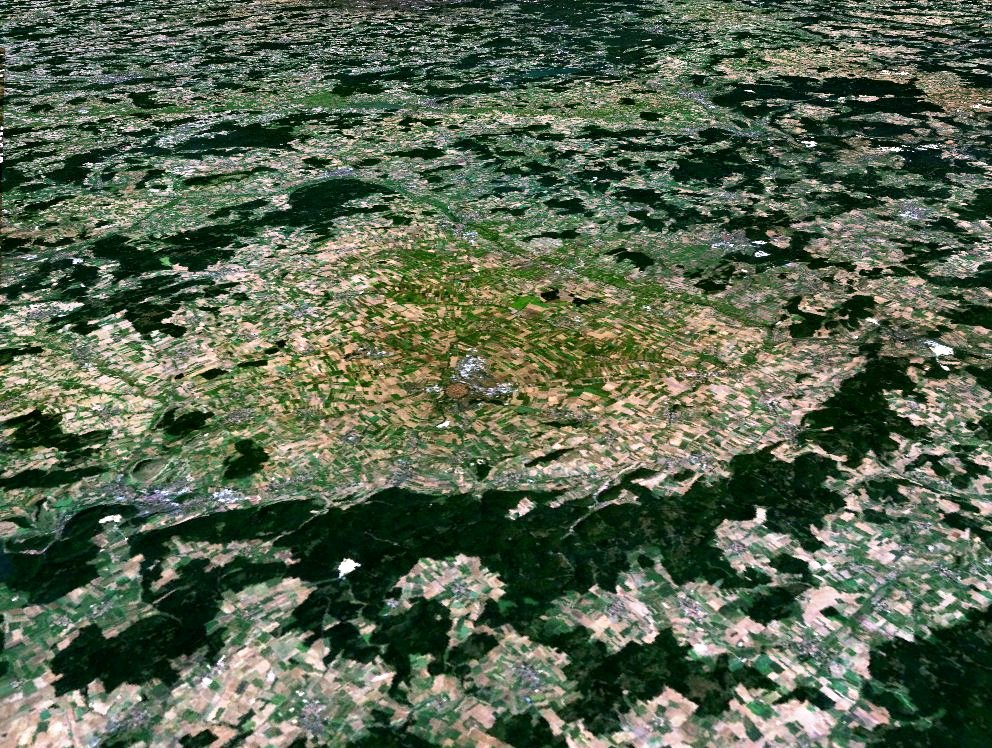
El Ries de Nördlingen, vista desde el suroeste